# Fahrudin Radončić

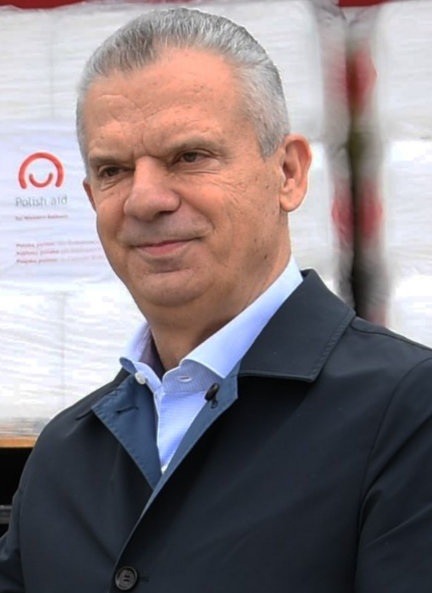
Fahrudin Radončić (2020)

Fahrudin Radončić (* 24. Mai 1957 in Berane, Jugoslawien, heute Montenegro) ist ein bosnischer Medienunternehmer und Politiker. Vom 15. Januar 2015 bis zum 23. Dezember 2019 war er Mitglied im Haus der Völker, einer der beiden Kammern, aus denen die Parlamentarische Versammlung von Bosnien und Herzegowina, das Parlament von Bosnien und Herzegowina, besteht. Vom 22. November 2012 bis zum 29. April 2014 und vom 23. Dezember 2019 bis zum 2. Juni 2020 war er Sicherheitsminister des Landes.

## Leben
Radončić, ein Bosniake, stammt aus dem montenegrinischen Teil der Sandžak-Region. Beruflich begann er in Bosnien als Journalist. Während des Bosnienkrieges war er Pressesprecher der bosnischen Armee.
Nach dem Krieg gründete er Ende 1995 – mit finanzieller Unterstützung und kontrolliert von der „Stranka Demokratske Akcije“ (SDA) von Alija Izetbegović, der dominierenden Partei Bosniens – die Dnevni Avaz (Tägliche Stimme), die er zur größten Tageszeitung des Landes machte und deren Herausgeber er ist. Der Verlag hat seinen Sitz im Avaz Twist Tower, dem höchsten Gebäude des Balkan. Zusätzlich besitzt er auch die einzige Druckerei der bosnischen Hauptstadt, in der auch konkurrierende Zeitungen gedruckt werden, so dass Radončić indirekt auch die anderen Medien kontrolliert.
Heute gilt Radončić als einer der reichsten Menschen seines Landes und wird auch „Bosniens Donald Trump“ genannt.
Er gründete 2009 die Partei „Bund für eine bessere Zukunft“ (Savez za bolju budućnost Bosne i Hercegovine – SBB BiH) und ist deren Parteivorsitzender. Bei der Wahl am 3. Oktober 2010 gelang es ihm, sich mit knapp 31 Prozent der Stimmen den zweiten Rang bei der Wahl für das bosniakische Mitglied des Staatspräsidiums zu sichern.

## Veröffentlichungen
- Adem Demaçi. Deset tisuca dana robije (Confession. One Thousand Days of Imprisonment), Danas Verlag, Zagreb 1990
- Bosna ce opstati (Bosnien wird erhalten bleiben), Danas Verlag, Zagreb 1991
- Goodbye, Bosnia, Danas Verlag, Zagreb 1991